# Тагиш (язык)
Язык тагиш (тагиш, Tā̀gish khwáan) — вымерший язык народа тагиш, был распространён в Канаде, в территории Юкон. Относится к атабаскским языкам языковой семьи на-дене. Последний носитель языка умер в 2008 году. 

## Примеры
- łūge рыба
- mèjih северный олень
- gṑdan лошадь
- tlįʼ собака
- egey волк
- egeyā волчонок
- shash медведь
- mbēsh нож
- łēsh песок
- kòn огонь
- łìgi один
- łakìdètʼē два
- tādetʼē три
- dā̀kʼṑn etʼē четыре
- kī̀jin etʼē пять
- eshmą̄ моя мать
- eshtàʼ мой отец
- eshchū̢ моя бабушка
- eshchìe мой дедушка
- Dene denistsʼą̀ʼą̄ ? Ты говоришь по-тагиш?
- Ę̀hęʼ, Dene denistsʼą̀ʼ Да, я говорю по-тагиш.
- Ę̀hęʼ да
- Hadùʼ нет